# Empréstimo (esportes)

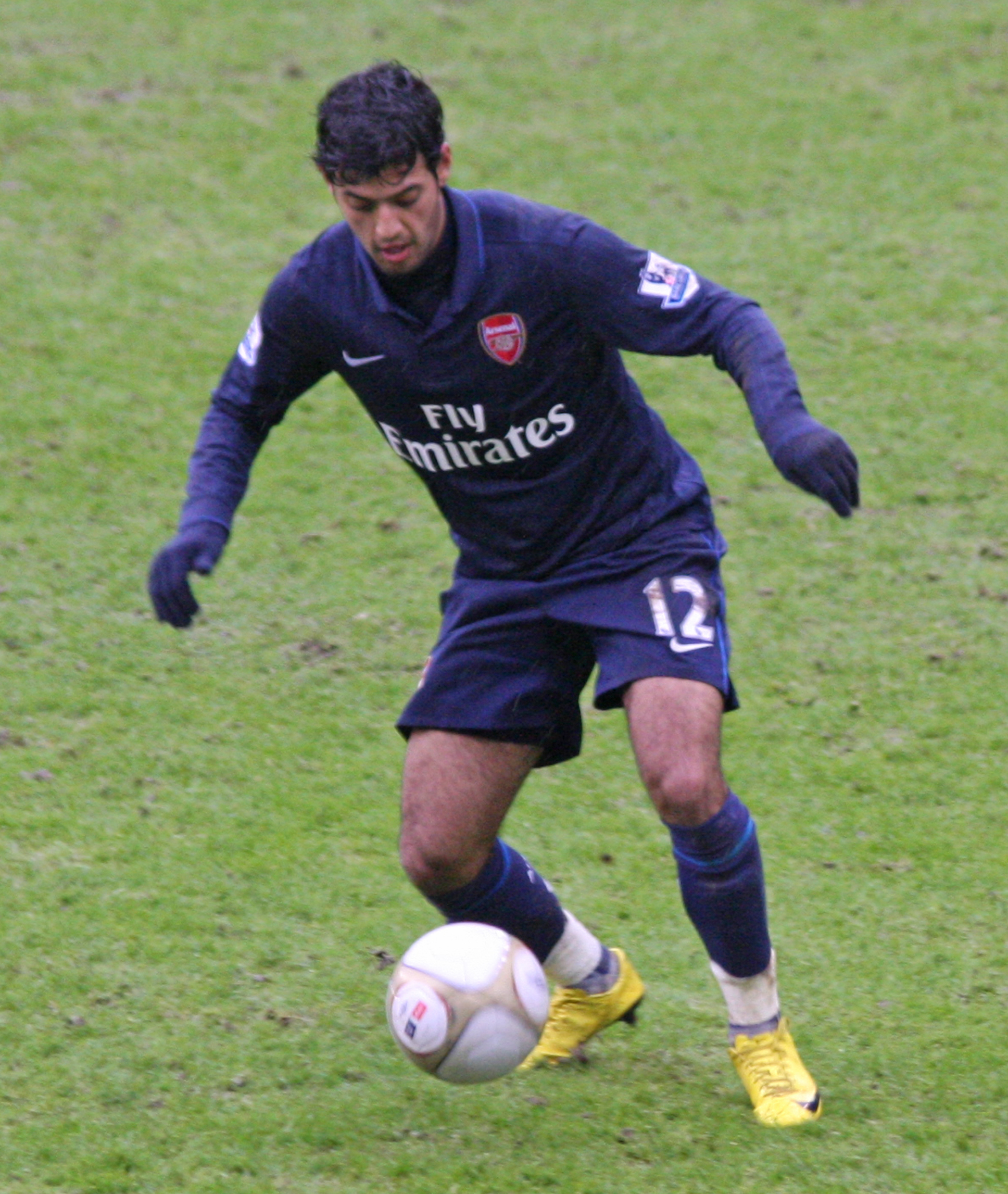
Sem espaço no Arsenal, o jovem atacante mexicano Carlos Vela foi um jogador emprestado frequentemente.

Empréstimo de atletas, no meio desportivo, é uma espécie de negociação em que um desportista joga por uma agremiação sem perder o vínculo contratual com seu clube anterior. Apesar de esta prática ser muito comum entre equipes de futebol, há também exemplos deste tipo de negociação em outros esportes, como Voleibol, Basquete, Handebol e até automobilismo.
Não há uma duração estipulada para um empréstimo: pode ir de três meses a quanto for renovado. Ao contrário das negociações normais, para a renovação de um empréstimo, é necessário que o clube que detém os direitos federativos do atleta o libere para outro clube.
Na maioria das vezes, jogadores novatos ou pouco utilizados no clube são os mais emprestados. 
Apesar do nome não evidenciar, na maior parte dos empréstimos, o clube emprestador recebe dinheiro para emprestar o jogador. 
A principal ideia de se emprestar um jogador iniciante a algum outro clube é que o mesmo ganhe experiência e quilometragem para que no futuro tenha chances no time com o qual tem vínculo contratual (embora empréstimos também aconteçam quando um jogador não é aproveitado em seu clube e se torna um "peso" para o mesmo). Para que isso aconteça, normalmente um atleta é emprestado a um clube de menor expressão. O jogador é emprestado também quando um clube tem interesse em um atleta, mas a compra total, no entanto, é inviável, logo efetua-se o empréstimo. Essa situação acontece muito entre os times do Brasil e da Europa. O empréstimo também é comum quando um jogador não interessa no momento ao clube ou o próprio clube não esteja em temporada de jogos. Logo, efetua-se o empréstimo, para que o jogador tenha ritmo de jogo em outros clubes.
Em alguns casos, um valor de compra futuro pode ser estipulado entre as duas equipes. Outra regra facultativa é o impedimento de um jogador atuar contra o time que o empresta. O salário do jogador emprestado pode ser pago tanto pelo time que empresta, quanto pelo time que toma o empréstimo, existindo ainda uma possibilidade de serem repartidos os vencimentos do atleta.
Apesar do nome da operação sugerir uma transação gratuita, na grande maioria das vezes a transação é paga de alguma forma pelo clube recptor do atleta, o que configura na verdade uma espécie de aluguel do mesmo.

## História (futebol)

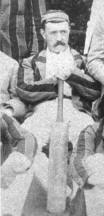
Morton Betts foi um jogador emprestado para jogar a final da FA Cup em 1872.

Desde o início do futebol, quando este era disputado por equipes amadoras na Inglaterra, haviam empréstimos entre clubes. Normalmente, o ato ocorria quando uma equipe visitante chegava ao local de jogo sem um atleta que havia se lesionado durante a viagem, desse modo, o time da casa aceitava ceder algum jogador do seu elenco ao time adversário durante os 90 minutos.
Em 1872, durante a primeira final da FA Cup (Copa da Inglaterra), o Wanderers F.C. veio a campo com um jogador nomeado de A.H. Chequer. Esse atleta nunca havia feito uma partida pelo time, mas foi só em campo que descobriram que o tal nome se tratava de um pseudônimo de Morton Betts (a escolha se deve ao fato dos empréstimos não serem bem-vistos naquela época). Betts viera de um empréstimo para o jogo decisivo, pois sua equipe, o Harrow Chequers, havia deixado a competição no primeiro jogo. Diante o Royal Engineers, Morton foi o único a balançar as redes e dar o troféu ao time que estava defendendo as cores naquele momento.
A prática, no entanto, passou a receber resistência assim que o esporte passou a ser profissional. Em 1885, o Blackburn Rovers Football Club escalou três jogadores emprestados para disputarem as quartas de final da Copa da Inglaterra. A Football Association, que regia a competição, impediu que o trio fizesse a partida. Contudo, a Associação permitiu que George Haworth, um dos atletas inicialmente emprestados, pudesse participar da final da Copa naquela mesma edição.

### Proibição
Muitos times viram a possibilidade de conseguirem jogadores mediante aos empréstimos. Desse modo, buscaram ir atrás de quaisquer atletas que lhes interessassem, e ofereciam a eles altos salários para que deixassem suas equipes atuais temporariamente. A prática passou a ser muito criticada na época, sendo resumida pela Athletic News (jornal inglês do Século XIX) como um "procedimento questionável e injusto".
Em abril de 1898, a FA proibiu "o empréstimo e o empréstimo de jogadores para partidas especiais". Apesar da regra, nem todas as equipes acataram a proibição, e tais clubes passaram a receber multas pelo feito.

### Retorno e popularização
Durante a Segunda Guerra Mundial, muitas equipes não tinham jogadores o suficiente para integrar o seu elenco. Desse modo, a FA introduziu um sistema de "jogador convidado" que consistia em uma equipe ter um atleta para uma partida, mesmo que não fosse detentora de seus direitos. Por conta da inexistência de limites, diversos jogadores passaram a serem convidados a jogarem partidas em excesso, alguns jogaram mais de um jogo mesmo dia.
Bill Shankly, que era um jogador do Preston North End, chegou a ser convidado para atuar no Liverpool, em 1942, para atuar no Dérbi do Merseyside. Futuramente, Bill tornar-se-ia um treinador e conquistou diversos títulos nos Reds. Seu destaque no comando da equipe foi tão grande que ele ganhou uma estátua na frente do Anfield Road, estádio da equipe. Além dele, Matt Busby, que também viria a ganhar uma estátua como treinador do Manchester United, também foi um dos jogadores convidados para performar partidas com o Aldershot FC, da terceira divisão inglesa.
A proibição de empréstimos e jogadores convidados foi novamente imposta às equipes inglesas após o fim da Segunda Guerra. Em 1966, a Football League retornou com a ideia, mas trouxe com ela algumas restrições para evitar os mesmos problemas ocorridos no final do século XIX: Cada clube poderia fazer apenas duas transferências de empréstimo por temporada, e esse movimento não podia envolver nenhum retorno financeiro. Os empréstimos tinham que durar pelo menos três meses, e só podiam ser feitos entre clubes de divisões diferentes.
A primeira contratação de empréstimo sob esse novo sistema de transferências ocorreu com o jovem de 19 anos John Docker, em 1967. O Torquay United obteve o jogador vindo do Coventry City e viu o jovem marcar um Doblete já em sua estreia diante o Exeter City. Apesar do bom início, John fizera somente mais três partidas e nunca mais entrou em campo pelo time que o contratou.
As regras de transferências por empréstimo foram recebendo modificações, e proibições momentâneas, ao longo dos anos. Em 2003, finalmente, os clubes ingleses puderam fazer empréstimos com times de suas próprias divisões, eliminando a regra estipulada em 1966, e colocando-a nos moldes modernos do futebol.

### No Futebol Brasileiro
Acordo de Cavalheiros é o nome dado, no futebol brasileiro, à uma cláusula que impede jogadores emprestados de atuarem contra os seus clubes de origem. Com isso, o clube que emprestar um jogador a outro clube pode impedir, via contrato, que este atleta seja escalado em jogos entre as duas equipes, inclusive com a cobrança de multas.
Em 2015 e 2016, a CBF criou um item no Regulamento Nacional de Registro e Transferência de Atletas que impedia este tipo de prática. Em 2017, porém, este item foi retirado do Regulamento à pedido dos clubes, que apresentaram 3 argumentos, a saber:

1) Eventual constrangimento ao atleta emprestado - Em um jogo decisivo, que valesse por exemplo um rebaixamento da equipe detentora de seus direitos, o atleta poderia sentir-se constrangido a atuar neste jogo.

2) Incerteza jurídica para aplicar a regra

3) Liberdade de negócio
No futebol inglês, os jogadores emprestados não podem jogar na Premier League (Liga Inglesa) contra o time que detém seus direitos via um artigo da competição. No entanto, eles podem performar contra tais equipes se o jogo acontecer em uma Copa Nacional.

### Limite de empréstimos por clube
Em 2018, a FIFA cogitou mudar regra para limitar empréstimo de jogadores por clubes, por entender que estava havendo abusos, como a Juventus, por exemplo, que chegou a ter 41 jogadores emprestados naquela temporada. No entender da entidade máxima do futebol, "emprestar um jogador deveria ter como objetivo dar minutos de jogo a jovens atletas que não têm espaço em seus clubes formadores. No entanto, isso se modificou totalmente, e a prática passou a ser algo danoso ao esporte. Essa cessão de jogadores, que em muitos casos envolve pagamentos, transformou-se em uma verdadeira vitrine, tendo como objetivo gerar benefícios financeiros ao clube detentor dos direitos do atleta em uma possível venda futura".

### Empréstimos Notáveis no Futebol

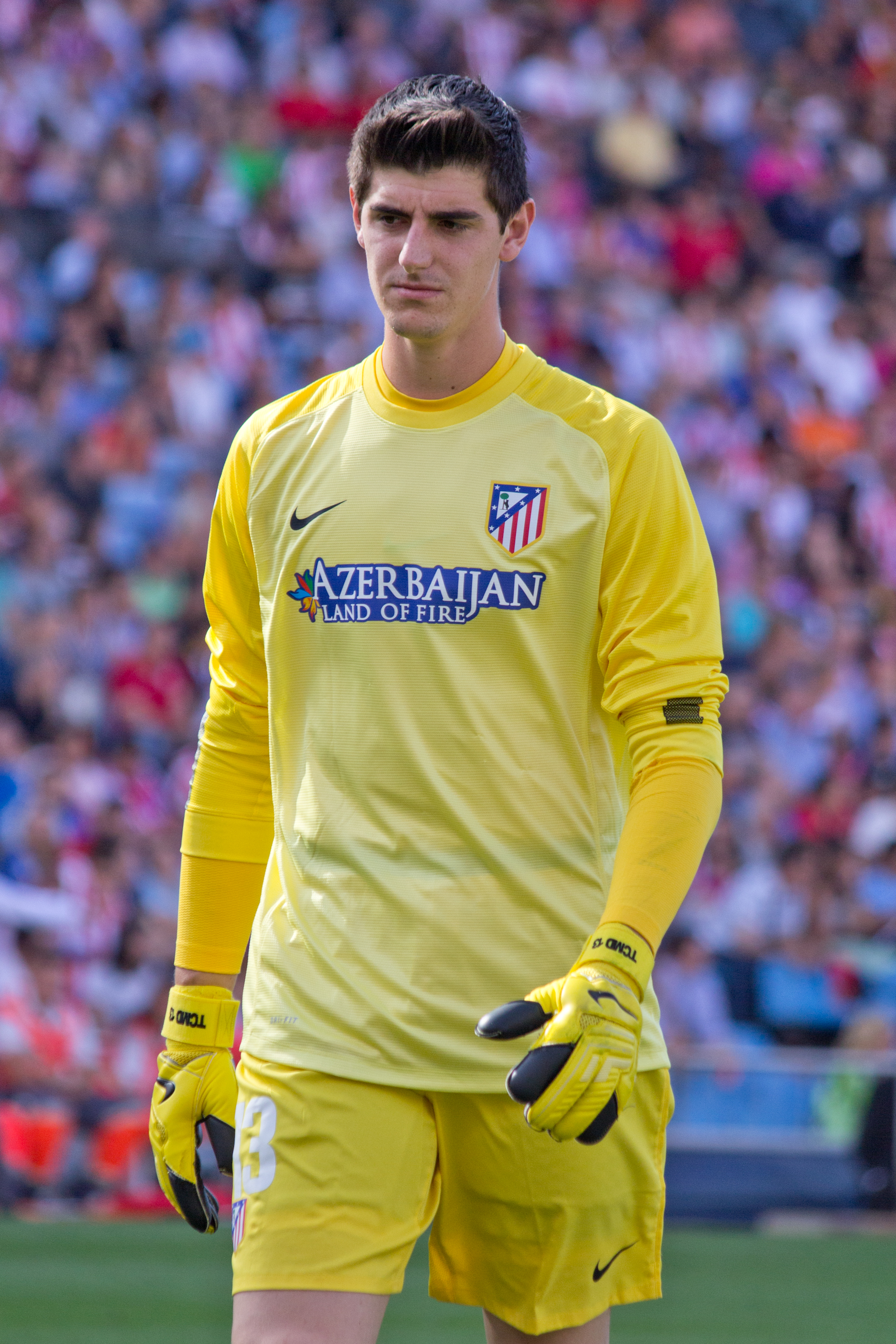
Courtois conseguiu vencer uma La Liga com o Atlético de Madrid após um jejum de 18 anos.

Desde sua criação, muitos casos de jogadores emprestados que marcam seu lugar na história do clube aconteceram. Estes são alguns dos jogadores que conseguiram vencer grandes competições estando emprestados a outros clubes:
Em 1872, Morton Betts foi emprestado pelo Harrow Chequers para o Wanderers F.C. para disputar a primeira final da FA Cup. Morton entrou em campo sob um pseudónimo e marcou o único gol da partida. Esse foi o primeiro empréstimo em uma final de Copa da Inglaterra, a competição mais antiga da história do futebol.
No ano de 2007, Carlos Tévez foi emprestado por duas temporadas para o Manchester United, após uma sólida passagem pelo West Ham United. Durante sua primeira época, conseguiu conquistar a Liga dos Campeões da UEFA de 2007–08, marcando um total de cinco gols na competição.
Em 2011, o Chelsea emprestou o goleiro belga Thibaut Courtois ao Atlético de Madrid. No clube espanhol, o belga venceu quatro títulos dentro do seu período emprestado, incluindo a Liga Europa da UEFA de 2011–12. Venceu também o prêmio de Melhor Goleiro da La Liga.
Em 2019, o jogador brasileiro Philippe Coutinho foi cedido por empréstimo ao Bayern de Munique, após uma passagem pelo Barcelona. No clube alemão, Coutinho marcou três gols na Liga dos Campeões da UEFA de 2019–20, e dois deles foram justamente diante o clube catalão nas quartas de final. Futuramente, o brasileiro viria a ser campeão continental com o Bayern.

Em 2022, Andreas Pereira conseguiu conquistar a Copa Libertadores da América após um erro que culminou no vice-campeonato do Flamengo no ano anterior. O jogador, que nasceu na Bélgica, não esteve na final da competição, já que teve de retornar para o Manchester United assim que seu empréstimo se encerrou em 2022, mas foi considerado campeão pela participação na campanha vitoriosa.